# Lisa van Ginneken
Lisa van Ginneken est une entrepreneuse et femme politique néerlandaise, membre du parti Democrates 66. Elle dirige l'organisation Transvisie à partir d'octobre 2017. En 2019, elle devient membre du comité consultatif du conseil des droits de l'homme des Pays-Bas. En mars 2021, elle devient la première femme trans élue députée à la seconde chambre des États Généraux.

## Vie privée
Elle est née en 1972 à Oosterhout et y a grandi. Après avoir vécu à Breda et à Zoetermeer, elle s'installe définitivement à Amsterdam, où elle est partie pour suivre la personne qu'elle aime et dont elle a un fils. Elle entame sa transition à la fin de l’année 2014. Sa décision est marquée par des difficultés relationnelles et une rupture avec sa conjointe, sa belle-famille et son fils,,. En 2016 et 2017, Lisa van Ginneken témoigne publiquement de son parcours dans un vlog diffusé en ligne par Vrouw, un supplément du quotidien De Telegraaf. En avril 2016, confrontée à un report de son opération de réattribution sexuelle aux Pays-Bas, elle décide partir se faire opérer en Thaïlande et lance un appel de crowdfunding pour la financer.
Durant son temps libre, elle fait du théâtre-amateur au sein de la troupe Zout, d'Amsterdam.  Elle joue de la musique, écrit et pratique le Qi gong.

## Carrière
À 15 ans, van Ginneken gagne son argent de poche en travaillant en indépendante comme programmeuse de jeux vidéo. Estimant à l'époque qu'on ne peut gagner sa vie dans cette branche, de 1991 à 1994, elle suit des études d'informatique en entreprise à l'Avans Hogeschool (nl)de Breda. Elle travaille ensuite pendant plusieurs années dans le domaine des technologies de l'information et de la communication comme développeuse, manager et consultante au sein de plusieurs entreprises.
En 2006, elle change d'orientation et créé CNXY, une agence de conseil aux entreprises dans le domaine des changements d'organisation interne au moyen de coaching, de formations et d'ateliers.

## Engagement militant et carrière politique
De 2012 à 2017, elle fait du bénévolat comme hôtesse pour Vier het Leven, une organisation qui fait le lien entre les associations de personnes âgées et les associations culturelles.
En mars 2016, elle travaille comme coordinatrice pour Transvisie, une organisation néerlandaise pour les patients transgenres. Elle devient membre de son comité de direction février 2017 et en prend la direction à partir d'octobre 2017, succédant ainsi à Eveline van den Boom. Dans le cadre de ses fonctions, elle prend publiquement la parole à de nombreuses reprises, notamment pour dénoncer les longs délais d'attente auxquels font face les patients transgenres pour accéder à une prise en charge médicale aux Pays-Bas,. En novembre 2020, elle annonce qu'elle quittera la tête de l'organisation en avril 2021.
En 2019, elle devient membre du comité consultatif du conseil des droits de l'homme des Pays-Bas.
En mars 2021, elle est élue députée à la Seconde Chambre des États généraux (aussi nommée Chambre des représentants) sur la liste du parti Démocrates 66, où elle était 22e de liste.